# 해남 옥녀봉 토성
해남 옥녀봉 토성은 대한민국 전라남도 해남군 해남읍 남연리와 삼산면 창리 일대에 위치한 포곡식산성이다. 2001년 11월 15일 해남군의 향토문화유산 제4호로 지정되었다.

## 개요
옥녀봉 토성은 해남읍 남연리와 삼산면 창리의 접경지역인 표고 200m내외의 옥녀봉 정상에 있는 토축산성(土築山城)이다. 삼국시대 내지는 마한시대 성으로 추정되고 있는 고대 산성이다. 축성은 옥녀봉 정상에서 시작하여 북록(北麓)의 성뫼봉과 서록(西麓)의 매봉을 연결한 포곡식(包谷式)산성이다. 
옥녀봉토성은 석심토축(石心土築) 및 토축이 혼합된 형식인데 북록의 성뫼봉에는 후대에 쌓은 것으로 보이는 석축성(石築城)이 남아있다. 특히 수리재에서 옥녀봉에 이르는 계곡은 3단정도의 계단식으로 축성 보완하고 있다. 수리재 정상의 붕괴된 단면에서 패각층(貝殼層)과 함께 토축(土築)의 흔적이 보이며 그 하단의 계단식 성벽에서 석심토축의 형식이 나타난다. 옥녀봉 정상에서 수리재까지의 성축은 높이 19m, 폭 3.5m, 길이 166m로 토축 위에 석축의 흔적이 약간 남아있다. 옥녀봉 정상에는 장태지(將台址)로 보이는 방형(方形)의 석축흔적과 그 아래의 구릉지에도 석축의 구조물이 있다. 
수리재 정상에서 노출된 패각층의 범위는 폭 2m, 높이 5m정도이다. 이 패총은 철기시대 이후의 것으로 대형옹형토기편, 적갈색경질토기편, 회청색경질토기편 등이 출토되었다. 이들 출토 유물이나 성의 축조방법으로 보아 삼국시대 내지는 마한의 성지로 추정하고 있다. 
또한 옥녀봉토성 주변의 남연리 마을에는 고분군이 소재하고 있어 이들 유적들과의 상호 연관 하에 이 성지의 성격이 구명될 수 있을 것으로 보고 있다.